# Os Segredos do Pai-Nosso
Os Segredos do Pai-Nosso é uma coleção do escritor brasileiro Augusto Cury, em que há um estudo aprofundado, do ponto de vista psicológico, a respeito do Pai Nosso, uma oração cristã que, segundo a bíblia, foi ensinada por Jesus como um modelo de oração.

## Dados Gerais da Coleção
Segundo Cury, a oração revela detalhes do caráter psicológico de Deus e dos homens, suas necessidades, desejos, prazeres e angustias.
No primeiro livro, A Solidão de Deus, discute-se a primeira parte da oração que revelaria a necessidade de Deus em relação aos homens e a comprovação da existência do ser eterno, ele é subdividido em 13 capítulos.